# Biblioteca Bodmeriana

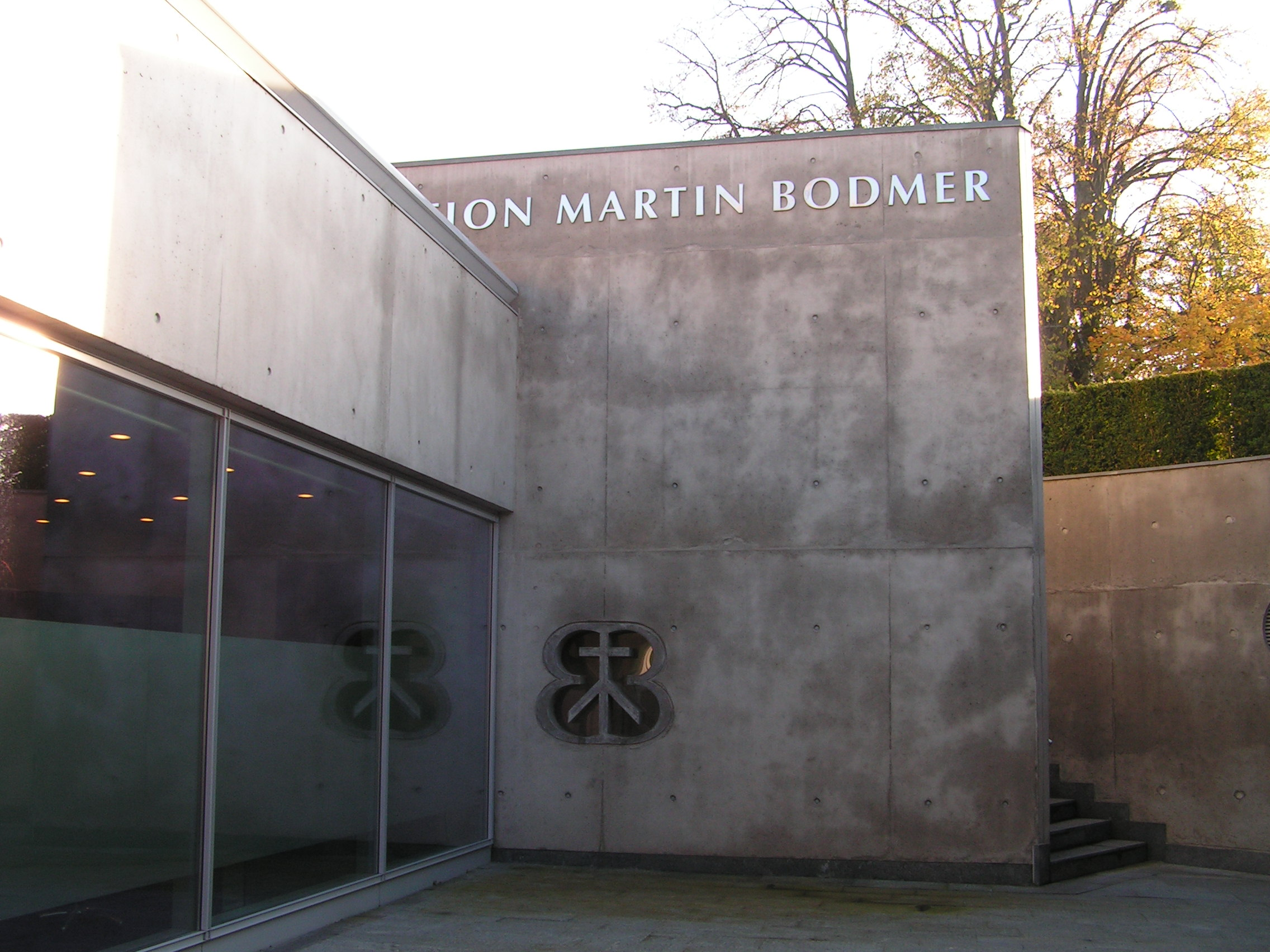
Biblioteca Bodmeriana

A Biblioteca Bodmeriana (no original:Bibliotheca Bodmeriana) está localizada em Coligny (Ain), nos arredores de Genebra, na Suíça. A biblioteca foi fundada por Martin Bodmer e é famosa por ser a casa dos Papiros de Bodmer. Alguns destes papiros estão entre as mais antigas versões do Novo Testamento, alguns em grego e outros em copta. O primeiro conjunto de manuscritos foi adquirido em 1956 (Papiro Bodmer II - P66). Ela também preserva uma cópia da Bíblia de Gutenberg.

## História
Martim Bodmer fundou a biblioteca nos anos 20. Ele selecionou trabalhos centrando no que ele acreditava serem os cinco pilares da literatura mundial: Bíblia, Homero, Dante Alighieri, William Shakespeare e Johann Wolfgang von Goethe. Ele priorizou autógrafos e primeira edição. Em 1951, Bodmer já tinha construído duas casas neo-barrocas para acomodar a coleção. Em 1970, logo antes de sua morte, a Fundação Martin Bodmer foi estabelecida para tornar a coleção acessível e conservá-la. Em 2003, o conjunto foi remodelado por Martin Botta, que conectou o sotão das duas casas através de uma estrutura subterrânea de dois andares, iluminada por uma clarabóia.

## Items
A coleção contém aproximadamente 160.000 itens, incluindo tabletas de argila sumérias, papiros gregos e manuscritos originais, inclusive cifras musicais. Alguns exemplos:
- A mais antiga cópia do Proto-Evangelho de Tiago.
- Uma Bíblia de Gutenberg, de 1452.
- Primeira edição impressa das 95 teses de Martinho Lutero, de 1517.
- Uma cópia de Philosophiae Naturalis Principia Mathematica de Isaac Newton, que pertencia a Gottfried Leibniz.
- Rascunho do manuscrito Nathan, o Sábio de Gotthold Ephraim Lessing, de 1778.
- A biblioteca guardou o Rolo manuscrito original de 120 Dias de Sodoma pelo Marquês de Sade, até a resolução da disputa judicial em 2014.
- Minúsculo 556

## Galeria

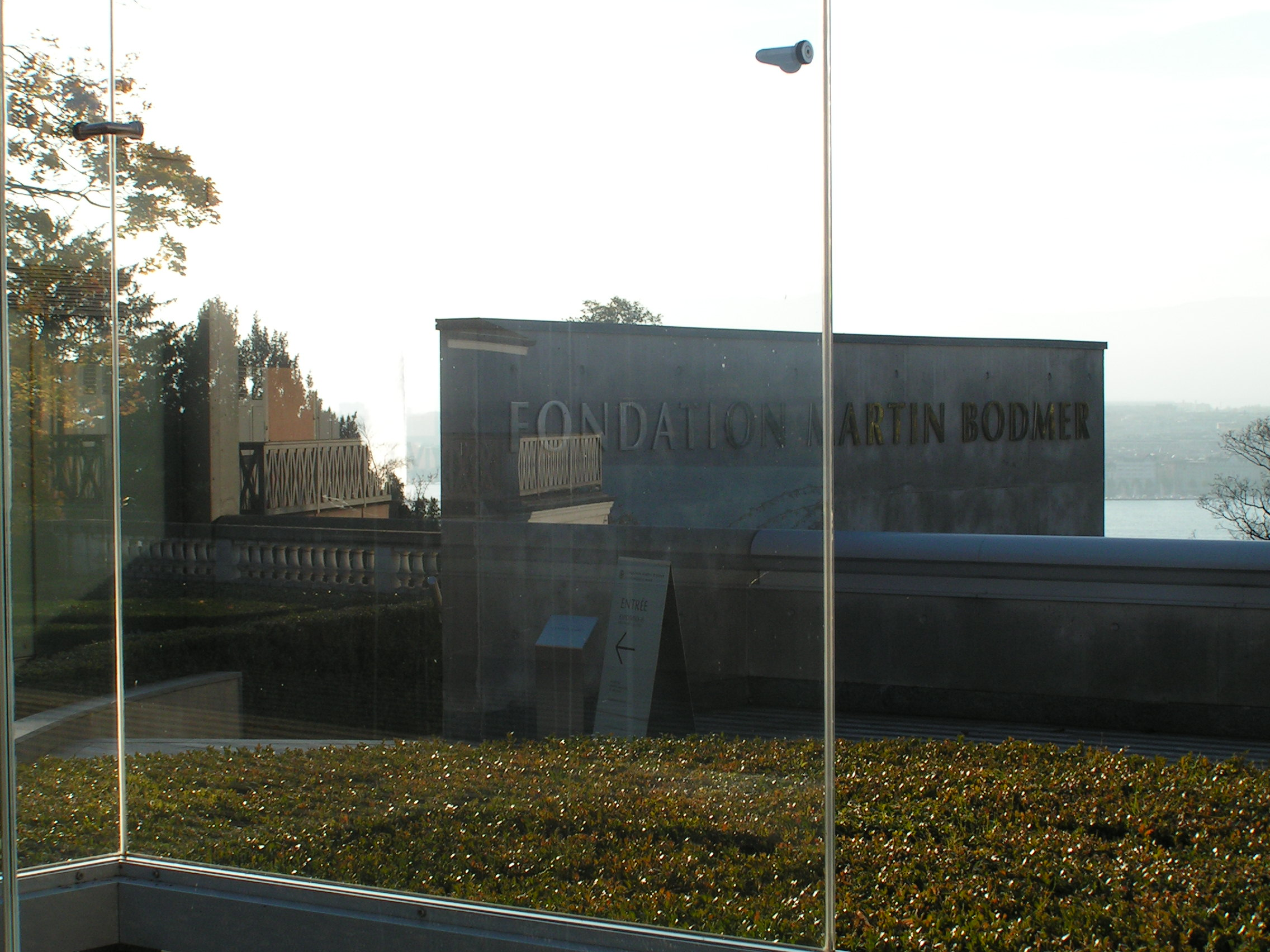
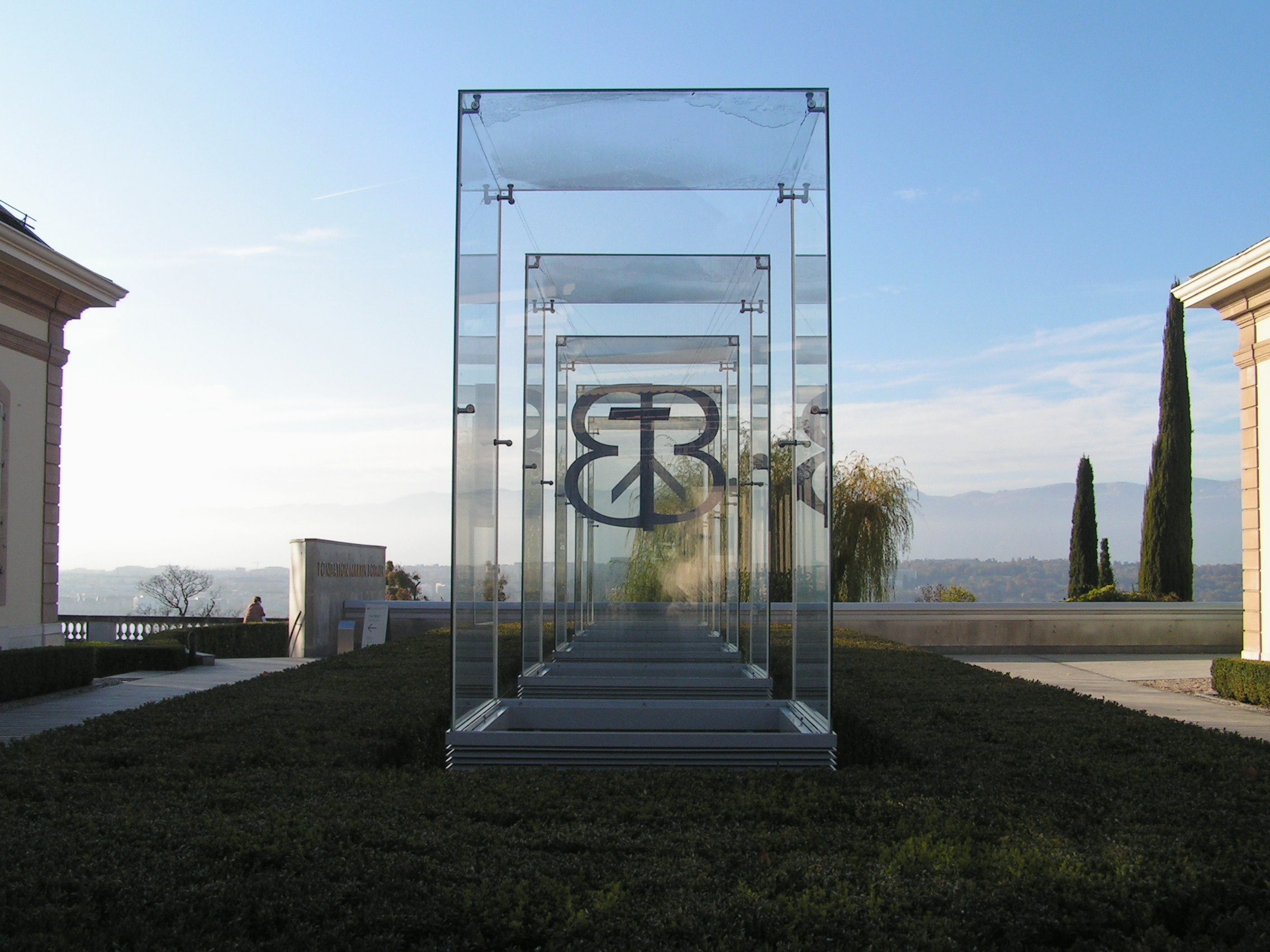
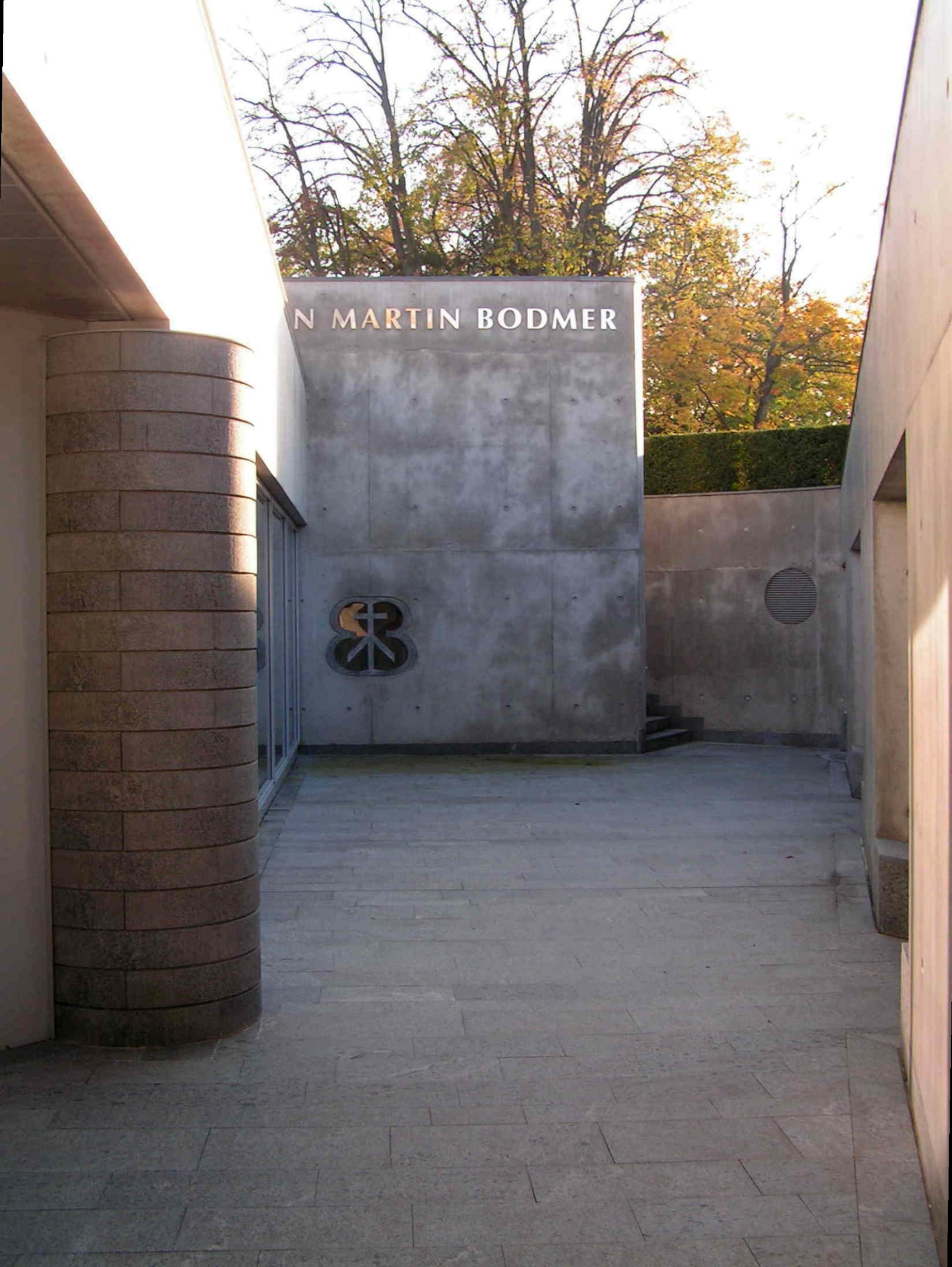